# UFC on ESPN: Munhoz vs. Edgar
UFC on ESPN: Munhoz vs. Edgar (también conocido como UFC on ESPN 15 y UFC Vegas 7) fue un evento de artes marciales mixtas producido por Ultimate Fighting Championship que tuvo lugar el 22 de agosto de 2020 en las instalaciones del UFC Apex en Enterprise, Nevada, parte del área metropolitana de Las Vegas, Estados Unidos.

## Antecedentes
El combate de Peso Gallo entre Pedro Munhoz y el ex Campeón de Peso Ligero de la UFC, Frankie Edgar, fue el plato fuerte del evento. El enfrentamiento estaba programado brevemente para tener lugar en UFC 251, pero se trasladó cuatro días después para reforzar UFC on ESPN: Kattar vs. Ige. El 6 de julio se anunció que el combate se había cancelado después de que Munhoz diera positivo por COVID-19. No obstante, el emparejamiento se mantuvo intacto y se reprogramó para UFC 252. Sin embargo, la promoción decidió trasladar el combate una última vez.
Los responsables de la promoción habían apuntado inicialmente a un combate de Peso Wélter entre el ex Campeón de Peso Wélter de la UFC Tyron Woodley y el ex Campeón Interino Colby Covington para que sirviera de cabeza de cartel del evento, pero Woodley anunció que la fecha no le daba el tiempo suficiente para prepararse debido a las lesiones sufridas durante su último combate.
El combate de Peso Semipesado entre Ovince Saint Preux, ex retador interino del Campeonato de Peso Semipesado de la UFC, y Shamil Gamzatov estaba programado inicialmente para el 25 de abril, pero Gamzatov se vio obligado a retirarse del evento debido a las restricciones de viaje relacionadas con la pandemia COVID-19. El emparejamiento fue reprogramado para este evento. Sin embargo, Gamzatov se retiró del combate el 13 de agosto por razones no reveladas y fue sustituido por Alonzo Menifield. Apenas unas horas antes de que comenzara el evento, se anunció que el combate se había cancelado debido a que Saint Preux había dado positivo por COVID-19. El combate estaba previsto para el 5 de septiembre en UFC Fight Night: Overeem vs. Sakai.
El ex aspirante al Campeonato de Peso Medio de la UFC (así como el medallista de plata olímpico de 2000 y ex Campeón Mundial de lucha libre olímpica) Yoel Romero tenía previsto enfrentarse a Uriah Hall en el evento, pero se retiró del combate el 11 de agosto por razones no reveladas. Se espera que el emparejamiento se reprograme para un evento futuro.
Philip Rowe fue brevemente vinculado a un combate con el recién llegado promocional Matthew Semelsberger en el evento. Sin embargo, Rowe se retiró del combate alegando una lesión en el dedo del pie. Semelsberger se enfrentó al también recién llegado Carlton Minus.
Se ha programado un combate de Peso Paja Femenino entre la ex Campeona de Peso Paja de Invicta FC Angela Hill y la ex Campeona de Peso Atómico de Invicta FC Michelle Waterson. Sin embargo, debido a razones personales no reveladas de Waterson, el combate fue reprogramado para el 12 de septiembre y finalmente sirvió como evento principal de UFC Fight Night: Waterson vs. Hill.
Se esperaba un combate de peso semipesado entre Jorge González e Isaac Villanueva una semana antes en UFC 252. Sin embargo, debido a supuestos problemas de visa para González, el emparejamiento fue reprogramado para este evento. A su vez, González fue retirado de la tarjeta por razones no reveladas y reemplazado por el recién llegado promocional Jordan Wright.
El recién llegado a la promoción, Jared Gooden, estaba programado para enfrentarse a Dwight Grant en un combate de Peso Wélter en el evento, pero se retiró de la pelea durante la semana previa al evento con una lesión no revelada. A su vez, el recién llegado promocional Calen Born fue anunciado como el sustituto. Sin embargo, Born se retiró del combate el día del pesaje debido a problemas personales no revelados. Mientras tanto, otro combate de Peso Wélter entre Takashi Sato y Daniel Rodríguez fue descartado tras el pesaje. A pesar de haber alcanzado el peso requerido, Sato no fue autorizado a pelear por el personal médico de la Comisión Atlética del Estado de Nevada (NSAC) y Rodríguez se enfrentó a Grant en su lugar.
Un combate de Peso Medio entre Maki Pitolo y la recién llegada a la promoción Impa Kasanganay estuvo brevemente vinculado al evento. Sin embargo, los responsables de la promoción decidieron trasladar el emparejamiento una semana después a UFC Fight Night: Smith vs. Rakić por razones no reveladas.
Se esperaba que el recién llegado a la promoción, Mark Streigl, se enfrentara al también recién llegado Timur Valiev en el evento. Sin embargo, Striegl fue retirado del combate el 20 de agosto tras dar positivo por COVID-19 y fue sustituido por Trevin Jones. El combate se disputó con un Peso Mínimo de 140 libras.

## Resultados
1. ↑  Originalmente una victoria por TKO (puñetazos) para Jones; anulada después de que diera positivo por marihuana.

## Premios de bonificación
Los siguientes luchadores recibieron bonificaciones de $50000 dólares.
- Pelea de la Noche: Frankie Edgar vs. Pedro Munhoz
- Actuación de la Noche: Shana Dobson y Trevin Jones

## Consecuencias
El 7 de octubre, se anunció que la NSAC emitió una suspensión de cuatro meses y medio para Trevin Jones, después de que dio positivo por marihuana en una prueba de drogas relacionadas con su lucha. También anunciaron que la victoria de Jones fue anulada a un no contest debido a la violación. Se le impuso una multa de $1800 dólares y, antes de que se le vuelva a conceder la licencia en Las Vegas, Jones también tendrá que pagar una tasa de enjuiciamiento de $145.36 dólares.